# 2007 год в политике России
В 2007 году в России прошли выборы в Государственную думу и региональные выборы в органы власти.

## Март
- 2 марта Рамзан Кадыров утверждён парламентом Чеченской Республики на посту президента республики. Его кандидатура была внесена президентом России 1 марта.
- 11 марта состоялись выборы в органы власти различных уровней свыше семидесяти субъектов Российской Федерации, в том числе выборы в региональные парламенты 14-ти регионов. Избирались также представительные органы местного самоуправления в семи субъектах РФ, главы 87 муниципальных образований. В Красноярском крае выборы прошли 15 апреля 2007 года.
- 27 марта подписан договор «О государственной границе между Россией и Латвией». Латвия отказалась от территориальных претензий относительно Пыталовского района Псковской области, входившего до Второй мировой войны в состав латвийской области Латгале.

## Апрель
- 23 апреля на 77-м году жизни скончался первый президент России Борис Ельцин.
- 26 апреля президент России Владимир Путин обратился с восьмым посланием к Федеральному Собранию, сделав заявление о намерении России ввести мораторий на действие ДОВСЕ.

## Июль
- Молодёжный форум Селигер-2007

## Август
- 17 августа на полигоне Чебаркуль Челябинской области прошёл заключительный этап совместных антитеррористических учений стран Шанхайской организации сотрудничества.

## Сентябрь
- 12 сентября президент России Владимир Путин принял отставку правительства Михаила Фрадкова, проработавшего три с половиной года. В тот же день Госдуме была предложена кандидатура Виктора Зубкова. 14 сентября Госдума дала согласие на назначение Зубкова председателем правительства.
- 20 сентября в ДТП погиб Виктор Шершунов, действующий губернатор Костромской области.

## Октябрь
- 1 октября делегаты съезда «Единой России» обратились к президенту России с просьбой возглавить федеральной список партии на выборах в Госдуму пятого созыва. Владимир Путин Ответил согласием.

## Декабрь
- 2 декабря состоялись выборы в Государственную думу РФ пятого созыва, по результатам которых «Единая Россия» сохранила квалифицированное большинство. «Единая Россия» набрала 64,30 % голосов избирателей, КПРФ — 11,57, ЛДПР — 8,14, «Справедливая Россия» — 7,74.
- 12 декабря Россия ввела на своей территории мораторий на действие Договора об обычных вооружённых силах в Европе (ДОВСЕ). Россия приостановила его исполнение до ратификации странами НАТО Соглашения об адаптации ДОВСЕ, подписанного в Стамбуле в 1999 году.